# Privatanstalt Thonberg

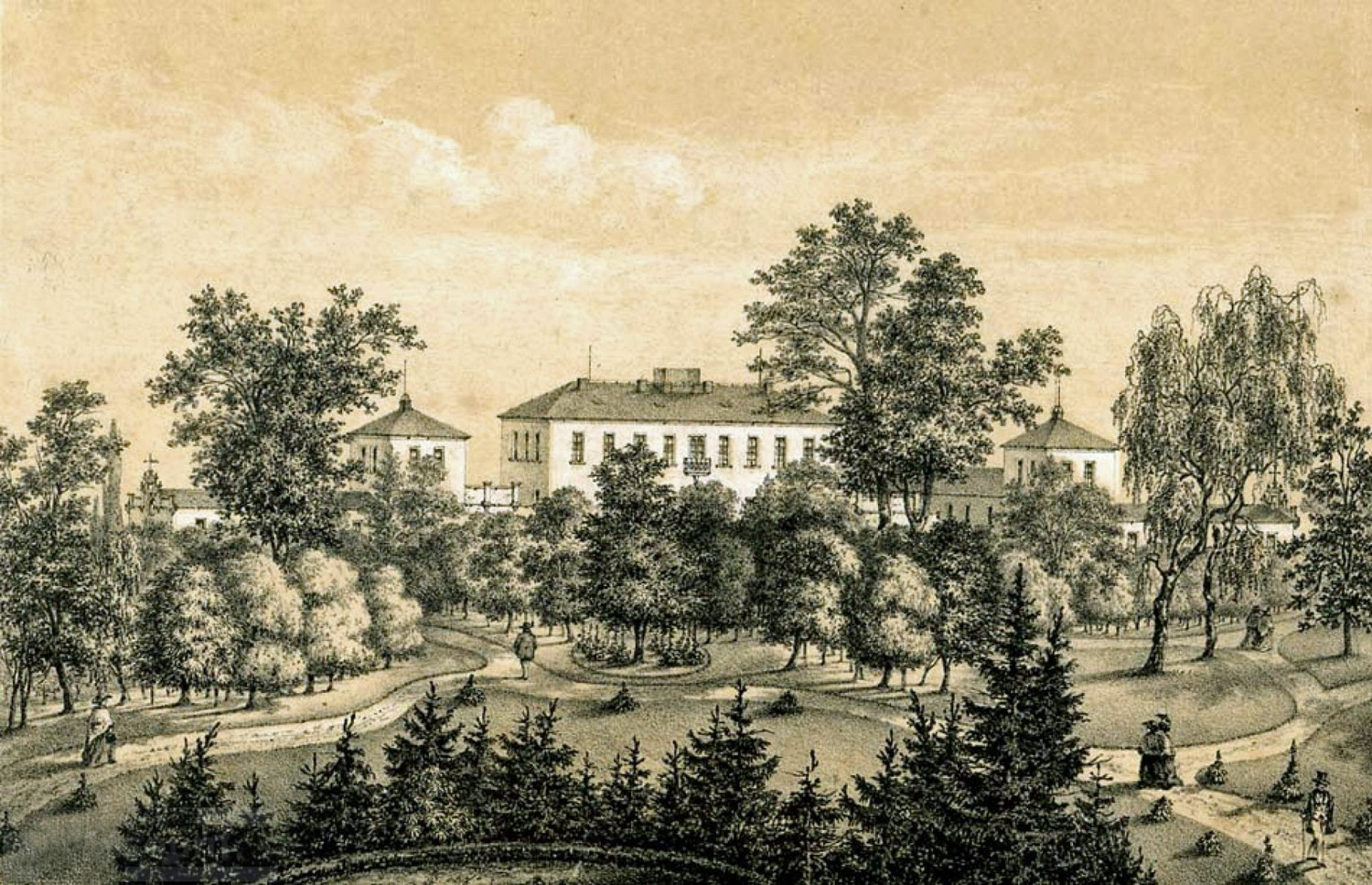
Privatanstalt Thonberg, 1861

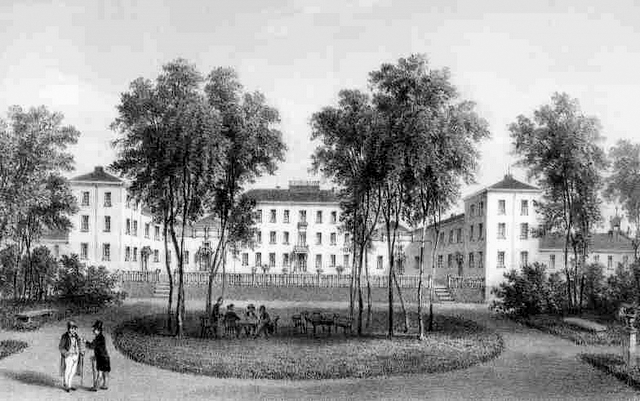
Privatanstalt Thonberg, 1861

Die Privatanstalt Thonberg wurde 1839 von Eduard Wilhelm Güntz in Thonberg, heute Leipzig-Stötteritz, als psychiatrische Einrichtung für Angehörige der wohlhabenden Gesellschaftsschichten gegründet. Sie war von einer großzügigen Parkanlage umgeben. Die Leitung wurde 1863 von seinem Schwiegersohn Justus Theobald Güntz fortgeführt. Die Anstalt wurde 1888 vom Johannishospital übernommen.
Für das Jahr 1903 wurde in der Allgemeinen Zeitschrift für Psychiatrie und psychisch-gerichtliche Medicin berichtet: „In der Irrenheilanstalt zu Leipzig-Thonberg (65 Betten) wurden 88 (46 M., 
42 Fr.) verpflegt, 79 Geisteskranke, 3 Alkoholiker, 6 Nervenkranke.“
1920 wurde die Einrichtung aufgelöst. Bis dahin waren in ihr etwa 2500 Patienten betreut worden.
Der Güntz-Park erinnert heute an die Einrichtung. Im Park befindet sich der Güntz-Turm, der über einem der eigenen Wasserversorgung der Anstalt dienenden Brunnen errichtet worden war. Von der Klinik ist ein Aktenbestand von 19,58 Regalmetern erhalten.